# Vladislav Kreida
Vladislav Kreida (Tallinn, 1999. szeptember 25. –) észt válogatott labdarúgó, a svéd Helsingborgs játékosa kölcsönben a Flora csapatától.

## Pályafutása

### Klubcsapatokban
A Štrommi és a TJK Legion korosztályos csapataiban nevelkedett, majd 2016-ban csatlakozott a Flora csapatához. 2017. július 17-én mutatkozott be a kupában a Tartu FC Helios csapata ellen 17–1-re megnyert mérkőzésen. 2018. március 9-én a bajnokságban is bemutatkozott a Paide Linnameeskond csapata ellen csereként. 2021. január 17-én jelentették be, hogy kölcsönben a svéd Helsingborgs csapatába került a december 31-ig.

### A válogatottban
Többszörös U19-es és U21-es válogatott játékos. 2019. június 11-én mutatkozott be a felnőttek között a Németország elleni 2020-as labdarúgó-Európa-bajnokság selejtező mérkőzésén Konstantin Vassiljev cseréjeként.

## Statisztika

### Válogatott
2020. november 18-i állapotnak megfelelően.
| Észtország | Észtország | Észtország |
| Év         | Mérk.      | Gólok      |
| ---------- | ---------- | ---------- |
| 2019       | 3          | 0          |
| 2020       | 6          | 0          |
| 2021       | 0          | 0          |
| Összesen   | 9          | 0          |

## Sikerei, díjai
Flora
- Meistriliiga bajnokság: 2019, 2020
- Észt kupa: 2019-20
- Meistriliiga szuperkupa: 2020